# Dame tu cosita
Dame tu cosita è un singolo del cantante panamense El Chombo, pubblicato il 2 aprile 2018.
Il singolo ha visto la collaborazione del musicista giamaicano Cutty Ranks. Un remix con la partecipazione di Karol G e Pitbull ha reso popolare la canzone nell'America Latina.

## Descrizione
La canzone è stata prima pubblicata, in una versione più corta, nell'album Cuentos de la cripta 2, sotto il nome di Introduccion B (El Cosita Remix). Chombo più avanti ha firmato per Juston Records nel 2018 per produrre una versione estesa della canzone.